# Gazprom-Jugra Surgut
Gazprom-Jugra Surgut (ros. ВK «Газпром-Югра» Сургут) — męski klub siatkarski z Rosji powstały w roku 1996 z siedzibą w mieście Surgut.
Obecnie zespół występuje w rozgrywkach Superligi.
W sezonie 2002/2003 klub zajął 6. miejsce w rozgrywkach o Mistrzostwo Rosji — jest to do tej pory najlepszy rezultat w historii Gazpromu. W sezonie 2006/2007 w drużynie Gazpromu występowali: Polak Robert Prygiel, a także brązowy medalista Mistrzostw Świata z 2006, Bułgar Płamen Konstantinow. Wcześniej w Gazpromie grali inni Polacy: Robert Prygiel i wicemistrz świata z 2006, Łukasz Kadziewicz. W sezonie 2009/2010 w ekipie z Surgutu występował Zbigniew Bartman, z kolei w sezonie 2010/11 w klubie grał Łukasz Kadziewicz.

## Bilans sezon po sezonie
| Sezon     | Liga              | Miejsce | Mecze (Z-P) | Mecze (Z-P) | Puchary    |
| --------- | ----------------- | ------- | ----------- | ----------- | ---------- |
| 1996/1997 | 2. liga           | 19.     | —           | —           |            |
| 1997/1998 | 1. liga           | 6.      | —           | —           |            |
| 1998/1999 | 1. liga           | 6.      | —           | —           |            |
| 1999/2000 | Wysszaja liga "B" | 2.      | 44          | 39-5        |            |
| 2000/2001 | Wysszaja liga "A" | 5.      | 42          | 18-24       |            |
| 2001/2002 | Wysszaja liga "A" | 2.      | 44          | 37-7        |            |
| 2002/2003 | Superliga         | 6.      | 44          | 21-23       |            |
| 2003/2004 | Superliga         | 7.      | 29          | 14-15       |            |
| 2004/2005 | Superliga         | 8.      | 29          | 10-19       |            |
| 2005/2006 | Superliga         | 10.     | 34          | 12-22       |            |
| 2006/2007 | Superliga         | 7.      | 17          | 7-10        |            |
| 2007/2008 | Superliga         | 8.      | 22          | 8-14        |            |
| 2008/2009 | Superliga         | 8.      | 28          | 8-20        |            |
| 2009/2010 | Superliga         | 7.      | 25          | 10-15       |            |
| 2010/2011 | Superliga         | 9.      | 34          | 17-17       |            |
| 2011/2012 | Superliga         | 8.      | 24          | 8-16        |            |
| 2012/2013 | Superliga         | 7.      | 30          | 14-16       |            |
| 2013/2014 | Superliga         | 8.      | 27          | 13-14       |            |
| 2014/2015 | Superliga         | 4.      | 34          | 15-19       |            |
| 2015/2016 | Superliga         | 4.      | 26          | 17-9        | Puchar CEV |
| 2016/2017 | Superliga         | 6.      | 31          | 13-18       |            |
| 2017/2018 | Superliga         | 10.     | 29          | 12-17       |            |
| 2018/2019 | Superliga         | 11.     | 36          | 13-23       |            |
| 2019/2020 | Superliga         | 9.      | 19          | 7-12        |            |

Poziom rozgrywek:
     najwyższy ogólnokrajowy
     drugi
     trzeci
     czwarty

## Polacy w klubie
| Lata gry            | Imię i nazwisko   |
| ------------------- | ----------------- |
| 2003–2007           | Robert Prygiel    |
| 2004–2005 2010–2011 | Łukasz Kadziewicz |
| 2009                | Zbigniew Bartman  |
| 2019–2020           | Maciej Muzaj      |

## Sukcesy
Puchar CEV:
- 2016

## Kadra

### Sezon 2020/2021
- 4.  Jegor Jakutin
- 6.  Kiriłł Fialkowski
- 7.  Pawieł Achaminow
- 9.  Aleksiej Chanchikow
- 10.  Dienis Czeriejski
- 11.  Kiriłł Kostylienko
- 12.  Jewgienij Rukawisznikow
- 15.  Artiom Dowgan
- 16.  Rażabdibir Szahbanmirzajew
- 17.  Radziwon Miskiewicz
- 19.  Konstantin Bessogonow
- 20.  Danił Woronczichin
- 21.  Aleksandr Slobodijanjuk
- 22.  Iwan Nikiszin

### Sezon 2019/2020
- 1.  Nikita Kozłow
- 2.  Pawieł Audoczanka
- 5.  Leonid Szadiłow
- 7.  Aleksiej Karpienko
- 8.  Rusłan Galimow
- 9.  Nikita Aksjutin
- 10.  Dienis Czeriejski
- 11.  Kiriłł Kostylienko
- 12.  Jewgienij Rukawisznikow
- 13.  Teodor Sałparow
- 14.  Aleksiej Płużnikow
- 15.  Artiom Dowgan
- 16.  Siergiej Pirajnen
- 17.  Artiom Chabibulin
- 18.  Grigorij Dragunow
- 21.  Aleksandr Bołdyriew
- 22.  Maciej Muzaj
- 23.  Artiom Kisielow

### Sezon 2018/2019
- 2.  Siergiej Makarow
- 3.  Anton Malyszew
- 4.  Nikołaj Beskrownij
- 5.  Leonid Szadiłow
- 6.  Wasilij Fazulow
- 7.  Petar Krsmanović
- 8.  Aleksander Czefranow
- 9.  Maksim Trojnin
- 10.  Kiriłł Jursow
- 11.  Władimir Iwanow
- 12.  Jewgienij Andriejew
- 13.  Bogdan Gliwienko
- 14.  Jordan Bisset Astengo
- 15.  Artiom Dowgan
- 18.  Roman Jegorow

### Sezon 2017/2018
- 1.  Mihajlo Mitić
- 2.  Aleksandr Płatonow
- 3.  Dienis Ignatjew
- 4.  Nikołaj Beskrownij
- 5.  Bogdan Gliwienko
- 7.  Petar Krsmanović
- 8.  Aleksander Czefranow
- 9.  Maksim Trojnin
- 10.  Kiriłł Jursow
- 11.  Władimir Iwanow
- 12.  Jewgienij Andriejew
- 15.  Wasilij Fazulow
- 16.  Anton Siomyszew
- 17.  Aleksiej Safonow
- 18.  Dmitrij Kowiriajew
- Goran Bjelica

### Sezon 2016/2017
- 1.  Aleksandr Wołkow
- 4.  Maksim Panczenko
- 5.  Konstantin Siemionow
- 6.  Aleksa Brđović
- 7.  Petar Krsmanović
- 8.  Aleksandr Szefranow
- 10.  Kiriłł Jursow
- 11.  Nikołaj Beskrownij
- 12.  Jewgienij Andriejew
- 13.  Wasilij Nosienko
- 14.  Teodor Todorow
- 15.  Wasilij Fazulow
- 16.  Rusłan Askerow
- 17.  Aleksiej Safonow
- 18.  Aleksiej Rodiczew
- 19.  Siergiej Jerszow

### Sezon 2015/2016
- 1.  Siergiej Jerszow
- 3.  Dmitrij Iljinych
- 6.  Aleksa Brđović
- 7.  Dienis Getman
- 8.  Aleksander Czefranow
- 9.  Konstantin Bakun
- 10.  Jan Jereszczenko
- 11.  Pawieł Zajcew
- 12.  Jewgienij Andriejew
- 13.  Nikołaj Apalikow
- 14.  Aleksiej Kabieszow
- 15.  Rusłan Askerow
- 17.  Aleksiej Safonow
- 18.  Aleksiej Rodiczew
- 20.  Anton Astaszenkow

### Sezon 2014/2015
- 1.  Siergiej Antipkin
- 3.  Dmitrij Krasikow
- 5.  Rusłan Chanipow
- 7.  Dienis Szypot´ko
- 8.  Aleksander Czefranow
- 9.  Konstantin Bakun
- 10.  Teodor Todorow
- 11.  Aleksiej Czeriemisin
- 12.  Aleksiej Babieszyn
- 13.  Witalij Mosow
- 14.  Aleksiej Kabieszow
- 15.  Todor Aleksiew
- 18.  Aleksiej Rodiczew
- 19.  Siergiej Sniegiriow
- 20.  Aleksandr Gonczarow

### Sezon 2013/2014
- 1.  Nikołaj Jewtiuchin
- 2.  Siergiej Jerszow
- 3.  Pawieł Pankow
- 4.  Siergiej Antipkin
- 6.  Artiom Smolar
- 7.  Dienis Szypot´ko
- 9.  Wadim Chamutckich
- 10.  Teodor Todorow
- 11.  Aleksiej Czeriemisin
- 12.  Siergiej Baranow
- 14.  Aleksiej Kabieszow
- 15.  Todor Aleksiew
- 18.  Aleksiej Rodiczew
- 19.  Siergiej Sniegiriow
- 22.  Aleksander Czefranow

### Sezon 2012/2013
- 2.  Anton Mysin
- 3.  Nikita Luczin
- 5.  Siergiej Panow
- 6.  Artiom Smolar
- 7.  Todor Aleksiew
- 8.  Władimir Parchuta
- 9.  Dmitrij Leontiew
- 10.  Teodor Todorow
- 11.  Siergiej Sniegiriow
- 12.  Siergiej Szulga
- 14.  Wiktor Biełow
- 15.  Maksim Proskurnja
- 17.  Artiom Chabibulin
- 18.  Aleksiej Rodiczew

### Sezon 2011/2012
- 2.  Anton Mysin
- 4.  Siergiej Jerszow
- 5.  Makar Bestuzjew
- 7.  Todor Aleksiew
- 9.  Dmitrij Leontiew
- 10.  Teodor Todorow
- 11.  Siergiej Sniegirew
- 12.  Roman Martyniuk
- 13.  Igor Kobzar
- 15.  Maksim Proskurnja
- 17.  Artiom Chabibulin
- 18.  Aleksiej Rodiczew
- 19.  Lewan Kałandadzie

### Sezon 2010/2011
- 2.  Ilja Parchomczuk
- 4.  Maksim Tsibran
- 5.  Makar Bestuzjew
- 6.  Kiriłł Guszczin
- 10.  Michaił Bojarczuk
- 11.  Łukasz Kadziewicz
- 12.  Roman Martyniuk
- 13.  Igor Kobzar
- 14.  Wasilij Nosienko
- 15.  Igor Szulepow
- 16.  Aleksandr Gucaluk
- 17.  Artiom Chabibulin
- 18.  Aleksiej Rodiczew

### Sezon 2009/2010
- 1.  Andriej Bagutskij
- 2.  Dmitrij Wownienko
- 4.  Nikita Tkaczow
- 5.  Andriej Maksimow
- 6.  Igor Kołodinski
- 7.  Aleksandr Płatonow
- 8.  Aleksiej Rodiczew
- 10.  Maksim Proskurnja
- 11.  Roman Martyniuk
- 12.  Aleksandr Janutow
- 13.  Igor Kobzar
- 14.  Wasilij Nosienko
- 15.  Igor Szulepow
- 16.  Aleksandr Gucaluk
- 18.  Konstantin Poroszyn